# نويفا هلفيسيا
نويفا هلفيسيا هي مدينة تقع في إدارة كولونيا، الأوروغواي. تبعد عن العاصمة مونتيفيديو حوالي 120 كم.